# Tonino Viali
Tonino Viali (Terni, 16 settembre 1960) è un ex mezzofondista italiano, cinque volte campione nazionale outdoor ed altrettante indoor. Vincitore di tre medaglie di bronzo in altrettante manifestazioni internazionali di atletica leggera.

## Biografia
Oltre tre medaglie internazionali, partecipò anche alle Olimpiadi di Seul 1988 dove negli 800 metri passò il primo turno giungendo 3º con 1'47"74 dietro Peter Braun (FRG) e Rob Druppers (NED), venendo poi eliminato al secondo turno con un piazzamento al 7º posto ed il tempo di 1'50”85. 
In seguito ha riportato il 6º posto nella finale degli 800 m ai Campionati Europei Assoluti di Spalato (1990).
Ha concluso la sua carriera agonistica con un primato personale di 1'45"32 (1990) negli 800 m e di 3'37"94 (1993) nei 1500 m.
A portarlo a questi livelli internazionali  è stato Alfonso Alessandrini, allenatore fino al 1994 (anno della sua morte),quando subentrò Learco Monti fino al termine della carriera.

## Palmarès
| Anno | Manifestazione          | Sede     | Evento | Risultato | Tempo   |
| ---- | ----------------------- | -------- | ------ | --------- | ------- |
| 1989 | Mondiali indoor         | Budapest | 800 m  | Bronzo    | 1'46"95 |
| 1992 | Europei indoor          | Genova   | 800 m  | Bronzo    | 1'47"22 |
| 1991 | Giochi del Mediterraneo | Atene    | 800 m  | Bronzo    | 1'47"86 |

## Campionati nazionali
- ai Campionati italiani assoluti di atletica leggera, 800 metri piani (1987, 1989, 1990, 1991)
- ai Campionati italiani assoluti di atletica leggera, 1500 metri piani (1994)
- ai Campionati italiani assoluti di atletica leggera indoor, 800 metri piani (1986, 1987, 1988, 1992)
- ai Campionati italiani assoluti di atletica leggera indoor, 1500 metri piani (1989)